# Ринчинов, Зорикто Ешинимаевич
Зорикто́ Ешинима́евич Ринчи́нов (9 ноября 1962, РСФСР, СССР) ― российский бурятский театральный актёр, Заслуженный артист Бурятской АССР, Народный артист Республики Бурятия (2007), актёр Бурятского государственного академического театра драмы им. Х. Намсараева с 1988 года.

## Биография
Родился 9 ноября 1962 года.
В 1988 году окончил Ленинградский государственный институт театра, музыки и кинематографии (ЛГИТМиК), в том же году начал служить в Бурятском государственном академическом театре драмы имени Хоца Намсараева.
На сцене театра сыграл около 50 больших и малых ролей. Его роль Самбу ламы в постановке «Похищенное счастье» Даширабдана Батожабая была номинирована как «Удача сезона» и отмечена премией Всебурятской ассоциации развития культуры в 1998 году. В 2000 году исполнил главную роль Сонрова в спектакле «Встретимся в той жизни» С. Эрдэнэ. Сонров ― монгольского высокопоставленного военачальника, полюбившего бурятскую девушку из простой семьи. Эта его работа была отмечена Союзом театральных деятелей Бурятии как «Лучшая мужская роль». В 2001 году этот спектакль был с успехом показан на сцене Монгольского театра драмы имени Нацагдоржа.
Также можно отметить его такие роли как: Смит в «Трехгрошовой опере» Бертольда Брехта, майор НКВД в спектакле «Япон Долгор» Б.Эрдынеева, Медведенко в «Чайке» А. П. Чехова, Бармэн в «Танцующем призраке», Гарик в «Собаке моей любовницы», Джамуха в «Чингисхане». Спектакль «Чингисхан», удостоенный Государственной премии Республики Бурятия, стал участником III Международного театрального фестиваля монголоязычных народов в столице Монголии Улан-Баторе и межрегионального театрального фестиваля «Сибирский транзит» в Иркутске.
Зорикто Ринчинов играет во всех постановках театра для детей: «Золотой ключик или новые приключения Буратино» — начальник охраны; «Али Баба, 40 разбойников и один ученый попугай» — богач Касым и торговец; Замай в спектакле «Жирный Замай» Г. Нанзатова. Юнные зрители запомнили его в роли Деда Мороза в новогодних представлениях. Также артист принимает участие во многих оригинальных номерах, в представлениях театра в честь празднования Сагаалгана.
За последние годы актёр сыграл такие значимые роли как: роль отца семейства в постановке спектакля монгольского автора Мэндсайхан «Эхэ» («Мать»), Елбой ноён в «Будамшуу» Цырена Шагжина, в спектакле «Новая жена», «Отныне я буду жить дома» по пьесе Н. Шабаева, «Се ля ви» Р. Шарта.
В 2012 году, к 90-летию со дня рождения Даширабдана Батожабая, в театре был поставлен спектакль «Сострадание» по пьесе Б. Ширибазарова, написанный как продолжение знаменитого романа «Похищенное счастье». Здесь Ринчинов сыграл роль комиссара Булата.
Награждён Почётными грамотами Министерства культуры Республики Бурятия, Народного Хурала Республики Бурятия и профсоюзов Российской Федерации. В 2017 году награждён медалью «За заслуги перед бурятским народом». В 2007 году за вклад в развитие бурятского театрального искусства Зорикто Ринчинов был удостоен почётного звания «Народный артист Республики Бурятия».

## Театральные роли
- Б. Самбилов, В. Жалсанов «Наян Наваа» — Баир
- Р. Киплинг «Маугли» — Акела
- Б. Ширибазаров «Сострадание» — Аламжин Булад
- Ц. Шагжин «Будамшуу» — Ёлбой ноён
- Г. Башкуев «Стреноженный век» — Халзан
- Э. де Филиппо «Женщина, не знавшая слёз» — адвокат
- А. Линдгрен «Малыш и Карлсон» — папа
- Д.Мэндсайхан «Эхэ» — Отец
- Б.Эрдынеев «Япон Долгор» — Майор НКВД
- Б. Брехт «Трехгрошовая опера» — Смит
- А. П. Чехов «Чайка» — Медведенко Семен Семенович